# NGC 1398
NGC 1398 ist eine Balken-Spiralgalaxie mit aktivem Galaxienkern vom Hubble-Typ SBab im Sternbild Fornax am Südsternhimmel. Sie ist rund 65 Millionen Lichtjahre von der Milchstraße entfernt und hat einen Durchmesser von etwa 130.000 Lichtjahren. NGC 1398 ist Mitglied des Eridanus-Galaxienhaufens.

Im selben Himmelsareal befindet sich u. a. die Galaxie NGC 1412.
Die Typ-Ib-Supernova SN 1996N wurde hier beobachtet.
Das Objekt wurde am 9. Oktober 1861 von dem deutschen Astronomen Wilhelm Tempel entdeckt.

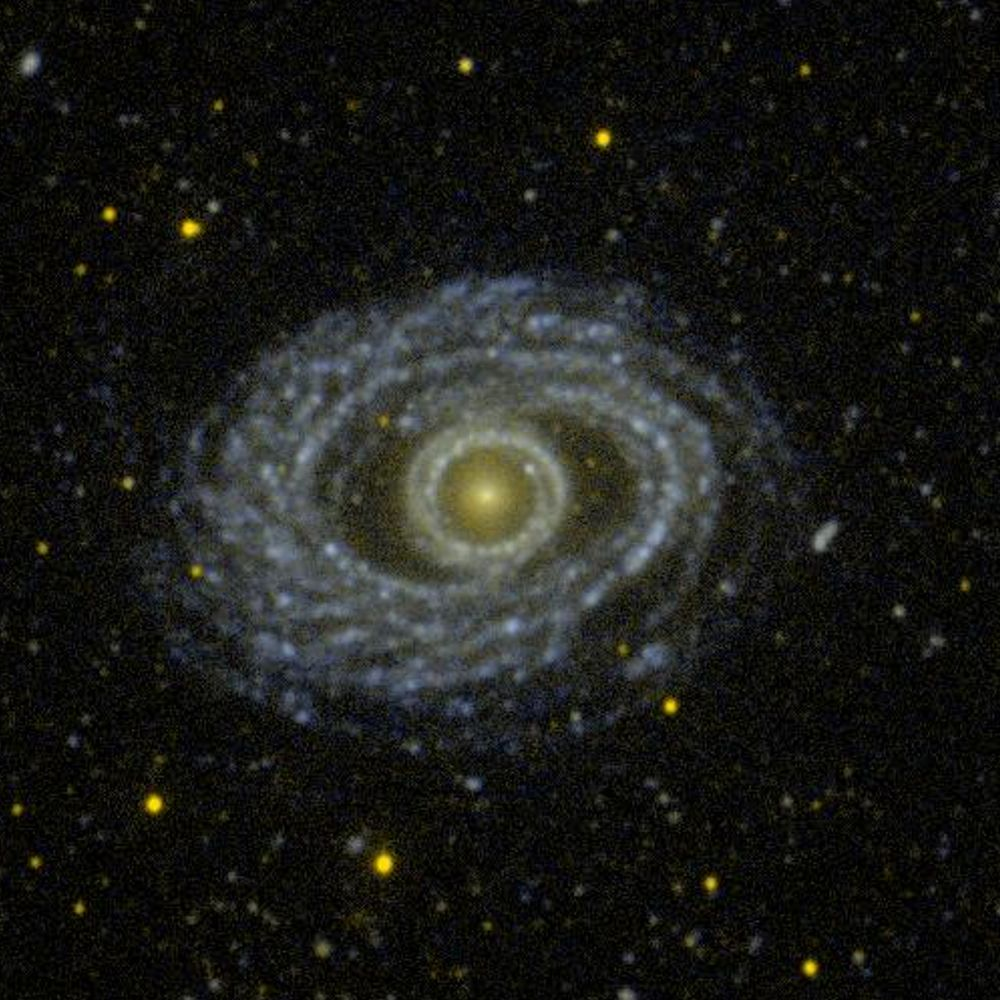
Aufnahme im Ultraviolett, erstellt mittels GALEX
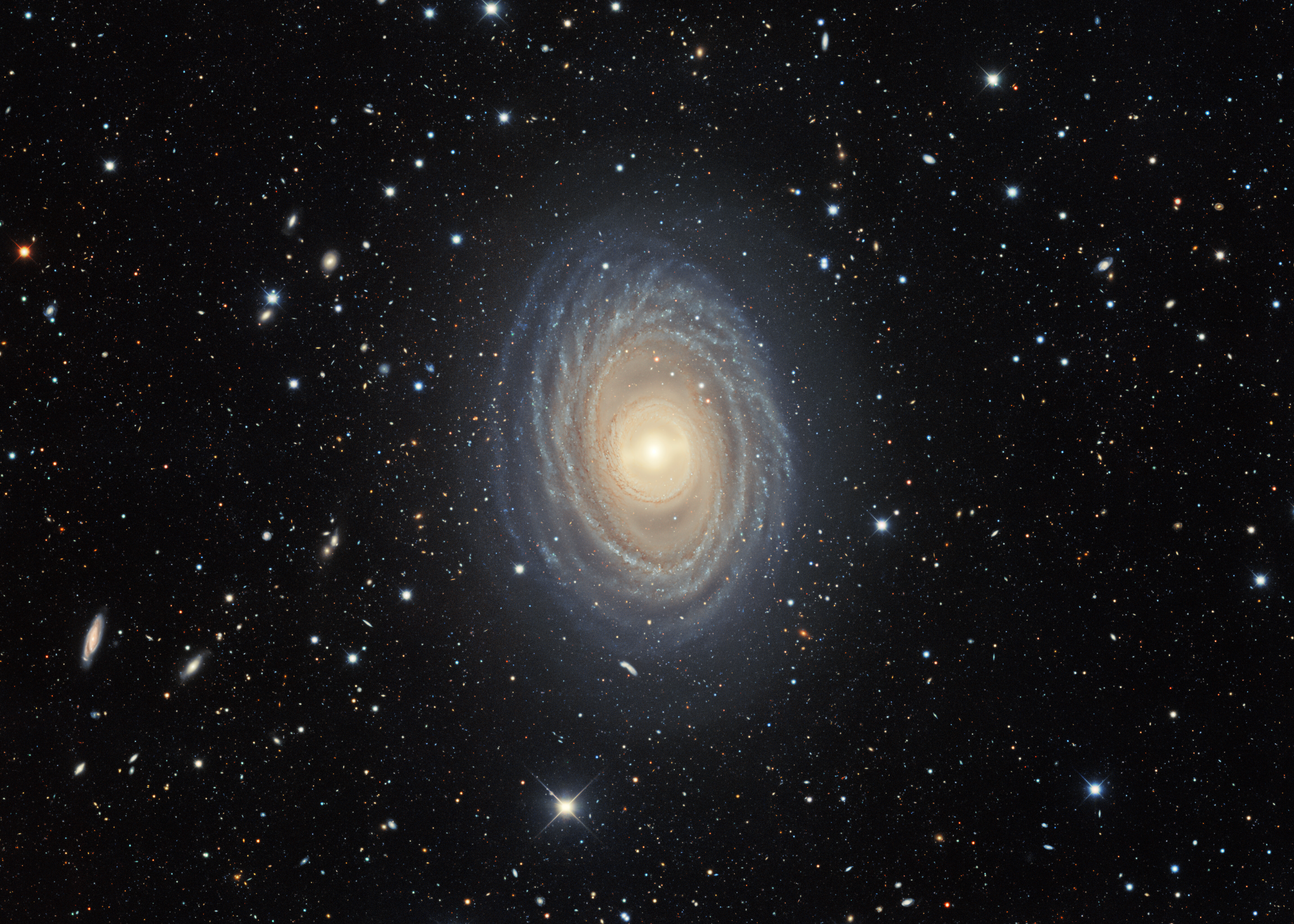
Panoramaaufnahme mithilfe des Victor M. Blanco Telescope